# Cladrastis wilsonii
Cladrastis wilsonii är en ärtväxtart som beskrevs av Hisayoshi Takeda. Cladrastis wilsonii ingår i släktet Cladrastis och familjen ärtväxter. Inga underarter finns listade i Catalogue of Life.